# Арсений (Берло)
Епископ Арсений (в миру Андрей Иванович Берло; кон.1670-х/нач.1680-х, село Панфилы, Переяславский полк — 6 (17) июня 1744, Переяслав) — епископ Русской православной церкви, епископ Переяславский и Бориспольский.

## Биография
По фамильному преданию, один из его предков спас раненого польского короля Владислава IV Ягайло во время битвы от смерти, за что был награждён золотым берлом (то есть скипетром), откуда и происходит фамилия. Андрей Берло родился в семье сотника Вороньковской сотни Переяславского полка, судьи Ивана Ивановича Берла, происходивший из Валахии. В 1660-е годы поселился в местечке Вороньков. Иван Берло имел родственные связи со многими знатными семьями. Первой его женой была Параскева Сомко, дочь наказного гетмана Левобережной Украины Якима Сомко, казнённого в 1663 году гетманом Иваном Брюховецким. Иван Берло в 1711 году получил от переяславского полковника Степана Томары универсал на владение сёлами Жеребятин, Рогозов, Старое, Панфилы и другие. Имел четырёх сыновей и трёх дочерей. Андрей был сыном Ивана Берла от второго брака.
Получил образование во Львовской католической академии и в православной Киевской академии.
Окончив обучение, принял монашеский постриг в Киево-Печерской лавре. Некоторое время был там трапезным. В 1709—1710 учебных годах преподавал грамматику в Киево-Могилянской академии.
В 1717 году рукоположен в сан архидиакона при Киевском митрополичьем доме.
В 1722 году сопровождал на хиротонию будущего архиепископа Киевского Варлаама (Ванатовича).
В том же году рукоположен в иеромонаха, 1 июня возведён в сан архимандрита киевского Межигорского Спасо-Преображенского монастыря.
В 1727 году в Москве участвовал в церемонии коронации императора Петра II.
30 января 1730 года хиротонисан во епископа Могилёвского и Мстиславского. В Могилёве преосвященный Арсений терпел много неприятностей от врагов Православия, они писали на него пасквили и грозились убить. Тогда он слёзно стал просить императрицу Анну Иоанновну освободить его от управления епархией. Эта просьба была исполнена лишь тогда, когда на Могилёвскую кафедру, по желанию польской шляхты, был избран епископ из поляков.
28 января 1733 года перемещён на Переяславскую и Бориспольскую кафедру с поручением быть коадъютором Киевской епархии.
30 сентября 1735 года назначен на Белгородскую кафедру. В момент назначения его в Белгород епископ Арсений сильно заболел и приехать на новое место не смог.
Указом от 17 сентября 1735 года перемещён на Белгородскую кафедру, но остался в Переяславской епархии, сославшись на болезнь. 3 января 1736 года Синод отменил решение о перемещении. Заочно управлял Белгородской епархией до назначения нового архипастыря. По сохранившейся переписке между епископом и правлением Белгородского архиерейского дома видно, что он доверил решать все дела на месте самостоятельно и, во избежание задержки исполнения, не пересылать их к нему.
Устроил по образцу Киевской академии Переяславскую духовную семинарию, в которой открыл шесть классов: фара, инфима, грамматика, синтаксима, поэтика и риторика, позднее классы философии и богословия.
После продолжительной и тяжёлой болезни 6 июня 1744 года скончался в Переяславле, где и похоронен.
В церкви села Панфилы, где проживали его родственники, хранится Евангелие с собственной подписью А. Берла: «от книг Преосвященого Арсенія єпископа Переяславскаго и Бориспальскаго».